# 上虞区各级文物保护单位列表
以下为绍兴市上虞区范围内的各级文物保护单位：

## 全国重点文物保护单位
以下为绍兴市上虞区范围内的全国重点文物保护单位
| 名称                                                                        | 编号             | 类型                       | 所在                           | 时代             | 图片             |                  |                  |
| 第六批（2006年）                                                            | 第六批（2006年） | 第六批（2006年）           | 第六批（2006年）               | 第六批（2006年） | 第六批（2006年） | 第六批（2006年） | 第六批（2006年） |
| --------------------------------------------------------------------------- | ---------------- | -------------------------- | ------------------------------ | ---------------- | ---------------- | ---------------- | ---------------- |
| 小仙坛窑址（含大园坪窑遗址、小陆岙窑址）                                    | 6-90             | 古遗址                     | 上虞区上浦镇四峰村 石浦村      | 汉               |                  |                  |                  |
| 第七批（2013年）                                                            |                  |                            |                                |                  |                  |                  |                  |
| 凤凰山窑址群（凤凰山窑址、前山窑址、尼姑婆山窑址）                          | 7-0178-1-178     | 古遗址                     | 上虞区上浦镇大善村小坞凤凰山麓 | 三国-晋          |                  |                  |                  |
| 春晖中学旧址（含同兴里）                                                    | 7-1725-5-118     | 近现代重要史迹及代表性建筑 | 上虞区白马湖畔、小越镇横山徐村 | 清至民国         |                  |                  |                  |
| 曹娥庙                                                                      | 7-1733-5-126     | 近现代重要史迹及代表性建筑 | 上虞区曹娥街道孝女庙村         | 1936年           |                  |                  |                  |
| 大运河 - 上虞段纤道 - 曹娥江运口水利航运及服务设施 - 驿亭——五夫水利航运设施 | 7-1973           | 古建筑                     | 绍兴市上虞区                   |                  |                  |                  |                  |

## 浙江省文物保护单位
以下为上虞区范围内的浙江省文物保护单位：
| 名称                   | 编号   | 类型   | 所在                     | 时代               | 图片       |        |        |
| 第二批                 | 第二批 | 第二批 | 第二批                   | 第二批             | 第二批     | 第二批 | 第二批 |
| ---------------------- | ------ | ------ | ------------------------ | ------------------ | ---------- | ------ | ------ |
| 王充墓                 | 2-14   |        | 上虞区章镇镇林岙村       | 东汉               |            |        |        |
| 窑寺前青瓷窑址         | 2-49   |        | 上虞区上浦镇甲仗村       | 五代～北宋         |            |        |        |
| 第四批（1997年）       |        |        |                          |                    |            |        |        |
| 九狮桥（等慈寺桥）     | 4-70   |        | 上虞区丰惠镇街河上       | 元                 |            |        |        |
| 第五批（2005年）       |        |        |                          |                    |            |        |        |
| 鞍山龙窑遗址           | 5-13   |        | 上虞区上浦镇夏家埠村     | 三国               |            |        |        |
| 第六批（2011年）       |        |        |                          |                    |            |        |        |
| 通明堰遗址群           | 6-54   |        | 上虞区丰惠镇通明村       | 明、清             |            |        |        |
| 清水闸及管理设施       | 6-182  |        | 上虞区曹娥街道蒿坝村     | 清至中华人民共和国 |            |        |        |
| 竺可桢故居             | 6-292  |        | 上虞区东关镇建东西路54号 | 清                 |            |        |        |
| 胡愈之故居             | 6-293  |        | 上虞区丰惠镇南门村       | 清、民国           |            |        |        |
| 第七批（2017年）       |        |        |                          |                    |            |        |        |
| 百沥海塘               | 7-77   |        | 上虞区                   | 明清               |            |        |        |
| 丰惠钱氏大宅院         | 7-126  |        | 上虞区丰惠镇通明村南村   | 清                 |            |        |        |
| 浙东新四军北撤会议旧址 | 7-271  |        | 上虞区丰惠镇世济弄7号    | 清                 |            |        |        |
| 第八批（2023年）       |        |        |                          |                    |            |        |        |
| 渔家渡石牌坊           | 8-42   | 古建筑 | 上虞区上浦镇渔家渡村     | 明                 | 1987年县保 |        |        |

## 上虞区文物保护单位
- 汪子望烈士墓	近代	上虞区驿亭镇西徐岙村，1962
- 朱庆云烈士墓	现代	上虞区永和镇朱巷黄竹岭北麓，1962
- 永元秀塔	明代	上虞区汤浦镇塔山上，1962
- 上虞县民主政府旧址	清代	上虞区丰惠镇东大街1号中心卫生院内，1962
- 晾网山青瓷窑址	三国～东晋	上虞区梁湖镇华光村晾网山南麓，1987
- 湾头青瓷窑址	唐代	上虞区章镇镇湾头村，1987
- 凌湖青瓷窑址	唐代	上虞区上浦镇凌湖村，1987
- 罗岭青瓷窑址	西晋	上虞区梁湖镇罗岭村，1987
- 大乌贼山窑址	东汉	上虞区上浦镇渔家渡村，1987
- 称山石亭	明代	上虞区道墟镇称山南麓，1987
- 杨太尉殿戏台	清代	上虞区长塘镇罗村，1987
- 夏盖山摩崖题刻	近代	上虞区盖北乡夏盖山北侧	，1987
- 谢安墓	明代	上虞区上浦镇东山村，1987
- 叶天底烈士故居	清代	上虞区丰惠镇谢家桥村，1988
- 峰山道场遗址	唐代	上虞区曹娥街道梁巷村，1997
- 中共上虞县直属支部（县委）诞生地	清代	上虞区丰惠镇谢家桥村，1987
- 商代龙窑	商代	上虞区曹娥街道严村李家山，2000
- 崧城庙	清代	上虞区崧厦镇上，2000
- 五龙庙	清代	上虞区沥东镇五龙庙村和崧厦镇常青村交界处，2000
- 西桥石碑坊	明代	上虞区下管镇西桥村，2000
- 帐子山窑址群	东汉~北宋	上虞区上浦镇夏家埠村，2003
- 冯浦窑山窑址	五代~北宋	上虞区上浦镇冯浦村，2003
- 刀砖岗窑址	东汉	上虞区上浦镇凌湖村，2003
- 小坞土地庙	清	上虞区上浦镇小坞村，2003
- 长安桥	清	上虞区长塘镇长安村，2003
- 王一飞故居	清	上虞区丰惠镇小庙弄，2003
- 范寿康故居	清	上虞区丰惠镇南门村，2003
- 通济桥	明	上虞区丰惠镇街河上，2003
- 青云桥	清	上虞区东关街道湖村，2003
- 朱娥庙	清	上虞区丰惠镇丰南村，2003
- 广济桥	清	上虞区岭南乡许岙村，2003
- 永庆桥	清	上虞区丰惠镇西浦村，2003
- 天香楼遗址	清	上虞区梁湖镇华山村，2003
- 祝氏祖堂	清	上虞区丰惠镇蔡岙村，2004
- 春晖学堂	民国	上虞区小越横山徐村西，2006
- 陈春澜墓	民国	上虞区驿亭镇贾家村旋网山南面半山坡中，2006
- 太廉堂	清	上虞区章镇新魏家庄村，2006
- 龙山革命烈士纪念碑	现代	上虞区百官街道龙山上，2006
- 舜井	新石器—现代	上虞区百官街道上虞宾馆内，2006
- 祈山小学	民国	上虞区小越镇新宅村犁山东麓，2006
- 全记台门	清	上虞区道墟镇新民主村，2006
- 罗岩山摩崖石刻	明	上虞区丰惠镇（谢桥）罗岩山主峰西南面半山腰石崖上，2006
- 祥麟桥	明清	上虞区道墟镇长溇村，2006
- 银山矿冶遗址	春秋战国	上虞区东关街道保驾山村银山，2010
- 长宇湾窑址	南北朝	上虞区梁湖镇西华瑶村沿山周岙长宇湾西坡，2010
- 吸壁蝴蝶山窑址	五代北宋	上虞区上浦镇东山村董家山自然村吸壁蝴蝶山东北麓，2010
- 上浦闸	近现代	上虞区上浦镇东山村甲仗自然村的曹娥江段上，2010
- 沽渚毓秀桥	清代	上虞区道墟镇肖金村洞桥，2010
- 梁湖关帝庙	清代	上虞区梁湖镇外梁湖村东部官厅山北麓，2010
- 经亨颐故居	清代	上虞区驿亭镇新驿亭村新力，2010
- 吴觉农故居	清代	上虞区丰惠镇庙弄社区西大路11号，2010
- 谢晋故居	现代	上虞区谢塘镇晋生村，2010
- 杜亚泉墓	近代	上虞区长塘镇塘里村南500米处丁家岭，2010
- 苞山“二太公”墓	清代	上虞区东关街道保驾山村保驾山岭西，2010
- 凤鸣山景区	清代	上虞区丰惠镇凤鸣村凤鸣山南岙，2010